# Палладийбериллий
Палладийбериллий — бинарное неорганическое соединение
палладия и бериллия
с формулой BePd,
кристаллы.

## Получение
- Сплавление стехиометрических количеств чистых веществ:

{\displaystyle {\mathsf {Pd+Be\ {\xrightarrow {1465^{o}C}}\ BePd}}}

## Физические свойства
Палладийбериллий образует кристаллы
кубической сингонии,
пространственная группа P m3m,
параметры ячейки a = 0,2819 нм, Z = 1,
структура типа хлорида цезия CsCl
.
Соединение конгруэнтно плавится при температуре 1465°С.